# Ross (Califórnia)
Ross é uma vila localizada no estado americano da Califórnia, no condado de Marin. Foi incorporada em 21 de agosto de 1908.

## Geografia
De acordo com o United States Census Bureau, a cidade tem uma área de 4 km², onde todos os 4 km² estão cobertos por terra.

### Localidades na vizinhança
O diagrama seguinte representa as localidades num raio de 8 km ao redor de Ross.

## Demografia
Segundo o censo nacional de 2010, a sua população é de 2 415 habitantes e sua densidade populacional é de 597,72 hab/km². Possui 884 residências, que resulta em uma densidade de 218,79 residências/km².